# Lynæs Junior
Lynæs Junior, også Lynæs 14 er en dansk bygget og dansk konstrueret sejlbåd på 14 fod (4,2 meter).
Kendskabet til Lynæsjollen kan føres tilbage til ca. 1820, hvor lods Ole Jensen, Frederikssund, byggede en helt enestående sødygtig og velsejlende jolletype.
Særkendetegnet var også dengang dens karakteristiske rundgattede agterstævn og store bredde, som gjorde, at den bjergede sig helt fantastisk, uanset hvorfra søen kom.
Efter en katastrofal orkan i 1852, hvor mange fiskere satte livet til, byggede Ole Jensen en serie fiskerbåde efter Lynæsjollens principper, glimrende sejlere og utroligt søgående. På denne måde blev den lille jolle moder til de store fiskebåde.
En af Ole Jensens dygtigste lærlinge, Peter Madsen, begyndte senere for sig selv i Lynæs og byggede mange sødygtige fartøjer til Kattegatsfiskeri.
Hans sønner, herunder bådebygger Christian Madsen og hans bror Niels Peter Madsen, førte traditionerne videre og byggede Lynæsjoller uden tegninger og skabeloner, men med kunsthåndværkerens øjemål, dygtighed og erfaring. Mange har forsøgt at gøre ham kunsten efter, men i de fleste tilfælde har resultatet dog savnet det ægte særpræg.
Omkring 1960 var der formentlig 700 – 800 Lynæsjoller i Skandinavien, men derefter var udbredelsen stærkt aftagende, utvivlsomt på grund af for få specialister og for kostbar fremstilling.
I slutningen af 1960'erne kom der atter gang i produktionen, idet Lynæs Bådeværft gik over til at benytte glasfiber. Ved at tage hensyn til især forskellen i materialernes vægt og lytte til Christian Madsen råd lykkedes det at kombinere bådens sødygtighed med glasfiberens fordele med hensyn til holdbarhed, tæthed og nem vedligeholdelse.
Så det gamle ordsprog blandt fiskerne i Lynæs gælder stadig: "Når man ikke kan klare sig på fjorden i en Lynæsjolle, er det overhovedet umuligt at være der i en jolle".
Nogle få eksemplar af Lynæs 14 blev bygget i Australien og en lignende båd med navnet Nordica 16 blev bygget i Canada.
I 2017 meddelte den nye ejer af Lynæs Bådeværft at Lynæs 14 atter skulle sættes i produktion.